# Chiesa di San Canciano Martire (Gonars)
La chiesa di San Canciano Martire è la parrocchiale di Gonars, in provincia ed arcidiocesi di Udine; fa parte della forania del Friuli Centrale.

## Storia
La prima citazione di un luogo di culto cattolico a Gonars, fondato forse in epoca paleocristiana, risale al 1031.
Questa antica chiesa fu rimaneggiata nel XVI secolo e nel 1643 venne eretta a parrocchiale, affrancandosi così dalla matrice di Porpetto.
Nel 1751, con la soppressione del patriarcato di Aquileia decretata da papa Benedetto XIV, la comunità gonarsese passò all'arcidiocesi di Gorizia. Nella seconda metà del XVIII secolo fu costruita la nuova parrocchiale dal capomastro Lorenzo Martinuzzi; si trattava di un edificio composto da un'unica navata e caratterizzato da una facciata scandita da quattro lesene sorreggenti il frontone di forma triangolare.
La parrocchia passò nel 1818 all'arcidiocesi di Udine in seguito alla revisione dei confini delle circoscrizioni ecclesiastiche e il 13 settembre 1868 il vescovo di Concordia Nicolò Frangipane impartì la consacrazione.

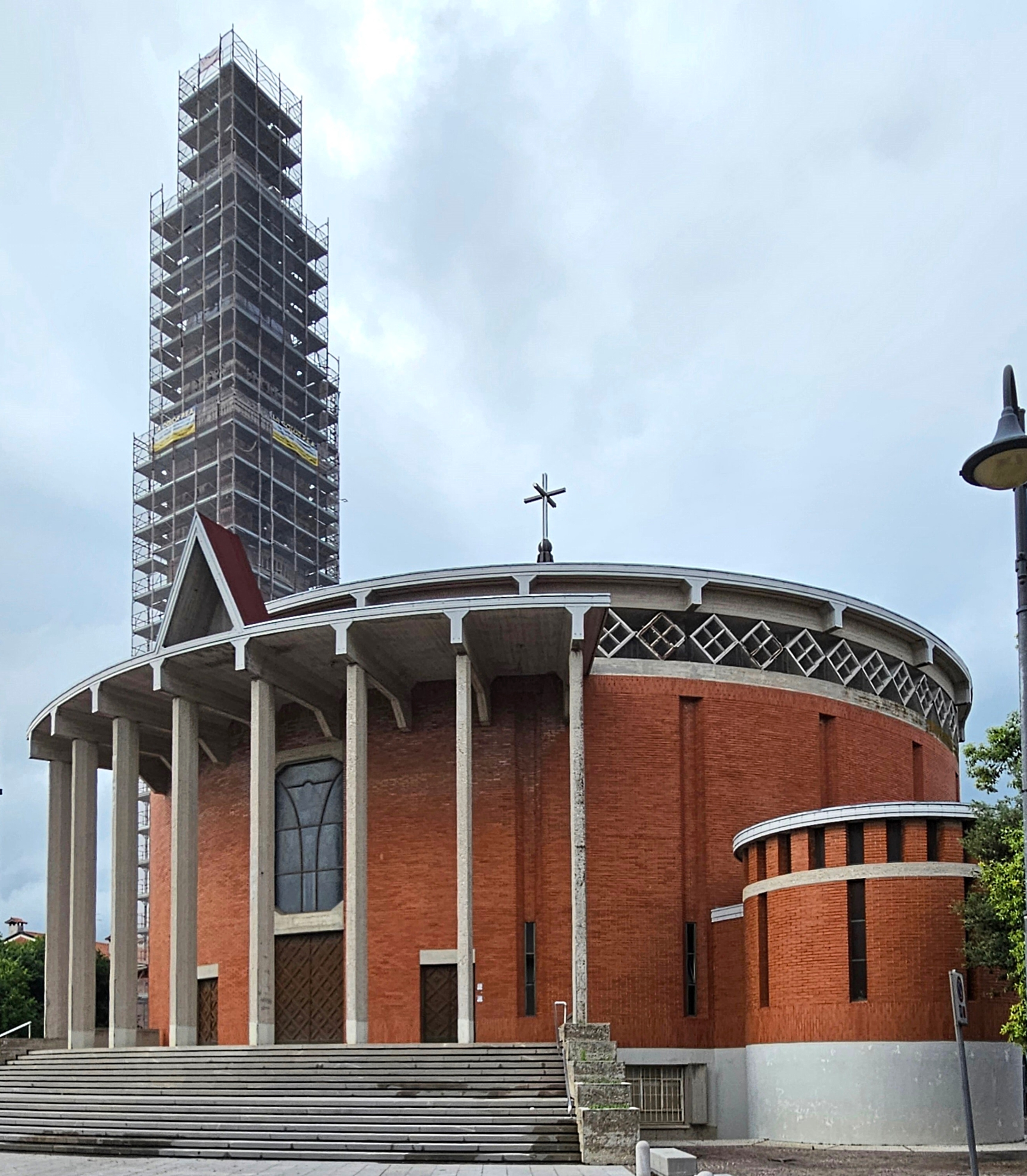
La chiesa e il campanile

Nel 1961 la chiesa settecentesca, giudicata ormai pericolante, venne demolita e due anni dopo iniziò la costruzione del nuovo luogo di culto; l'edificio, disegnato da Giacomo Della Mea, fu portato a termine nel 1972.
La struttura venne poi interessata da un intervento di messa in sicurezza successivamente al terremoto del Friuli del 1976.

## Descrizione

### Esterno
La facciata della chiesa, rivolta a sud e preceduta dal pronao sorretto da otto agili pilastri, presenta centralmente il portale maggiore, sovrastato da un'ampia finestra e affiancato dagli ingressi laterali.
Accanto alla parrocchiale si erge su un alto basamento a scarpa il campanile a base quadrata, costruito tra il 1931 e il 1932; la cella presenta su ogni lato una bifora ed è coronata dalla guglia piramidale poggiante sul tamburo.

### Interno
L'interno dell'edificio, a pianta circolare, è suddiviso in due registri, di cui quello inferiore, intonacato, è caratterizzato da cappelle separate da pilastrini, mentre quello superiore è in mattoni a faccia vista; sopra di quest'ultimo vi è una fascia di finestre, mentre la copertura dello spazio è caratterizzata da costoloni che, intersecandosi, costituiscono un motivo a nido d'ape. Al termine dell'aula si sviluppa l'area dell'altare, rialzata di alcuni gradini e ospitante pure l'organo.